# Anna Kowalska
Anna Kowalska, de soltera Chrzanowska (Lviv, 26 de abril de 1903-Varsovia, 7 de marzo de 1969) fue una diarista y escritora polaca.

## Biografía
Antes de la guerra, Chrzanowska vivió y trabajó en su ciudad natal de Lviv, actualmente Leópolis en Ucrania. Durante la guerra se trasladó a Varsovia pero siempre mantuvo un vínculo con la ciudad de su niñez y juventud, que reveló más tarde en su trabajo. Estudió filología clásica y se graduó en filología románica en la Universidad de Lviv. El conocimiento de los idiomas griego, latín, alemán y especialmente francés, el cual dominaba con seguridad, junto con su sensibilidad intelectual, le permitieron leer los clásicos en su idioma original y seguir estrechamente el desarrollo de la cultura occidental de su época.
En 1924, Anna Chrzanowska se casó con su profesor, Jerzy Kowalski; un filólogo clásico de la Universidad de Lviv 10 años mayor que ella. En el periodo de entreguerras, la pareja viajó alrededor de Europa. Entre los lugares que visitaron se encuentran Italia, París, Lausana (donde atendió conferencias en literatura latina), Berlín y Múnich. En 1946, su hija María, llamada Tula en casa, nació en Wrocław. Kowalska unió la vida literaria de entreguerras de Lviv, cooperando con Sygnały semanalmente y el grupo literario Przedmieście. Fue miembro del sindicato de escritores polacos y, en 1936, coorganizó un Congreso de Trabajadores de la Cultura.
Después del estallido de la Segunda Guerra Mundial, la familia Kowalski permaneció en la Lviv soviética: Jerzy continuó dando conferencias en la universidad, Anna era testigo de represiones políticas (su hermano estuvo encarcelado, y su cuñada deportada a Siberia por las autoridades soviéticas. En 1943, se mudaron a Varsovia donde Kowalska se unió a la resistencia subterránea. Estuvo en la ciudad durante el Alzamiento de Varsovia.
En 1945, se mudaron a Breslavia, donde Jerzy Kowalski impartió clases de filología clásica en la Universidad. Cuando su marido muere  de cáncer en 1948, Kowalska decide quedarse en la ciudad. 

### Después de la Segunda Guerra Mundial
Participó en la vida literaria e intelectual de Breslavia, y de 1947 a 1952 fue coeditora del trimestral "Zeszyty Wrocławskie". Alquiló una habitación en su casa en Linde a Czesław Hernas, entonces estudiante de estudios polacos y un amigo cercano de Kowalska y Maria Dąbrowska. En 1954, se mudó a Varsovia y vivió junto con su hija y Maria Dąbrowska. En 1963, fueron juntos a Italia, Suiza y París. visitaron, entre otros, a Gustaw Herling-Grudzińesquí, Jerzy Giedroyc y Jerzy Stempowski. Participó en la vida literaria de la capital, perteneciendo a ZLP y Pen Club.  A pesar de tener un cáncer en progreso, siguió los acontecimientos de la Marcha 1968, escribiendo sobre las anti-actividades democráticas de las autoridades.

## Personalidad
Kowalska era bisexual. En 1941, conoció Maria Dąbrowska en Lviv, su amistad se convirtió en amor apasionado y el vínculo se mantuvo durante la estancia de Kowalska en Wrocław. Después de la muerte de Dąbrowska en 1965, Kowalska se sintió humillada por la voluntad de su amiga que la incluyó e hizo responsable de su legado.

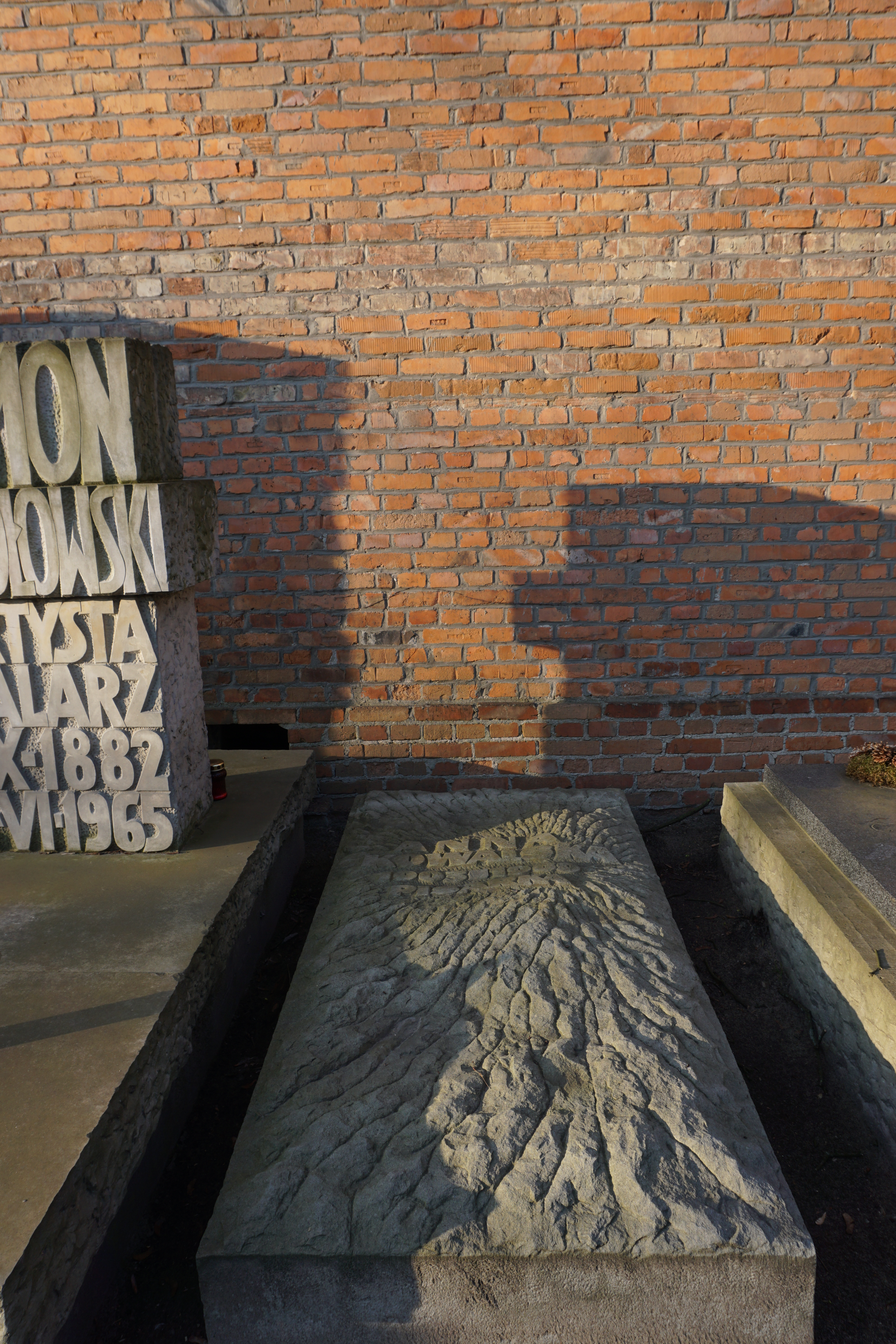
Anna Kowalska tumba en Powązki Cementerio

Si bien Kowalska fue de izquierdas, se mantuvo alejada del comunismo y se consideraba cristiana. Fue una conversadora brillante tolerante y abierta de mente que tuvo muchos buenos amigos escritores. Estos le dieron autoridad para hablar (también con consideraciones a resistencia contra las autoridades comunistas). Eran, entre otros. Jerzy Andrzejewski, Władysław Broniewski, Marian Czuchnowski, Paweł Hertz, Jarosław Iwaszkiewicz, Jan Parandowski, Antoni Słonimski, Julian Stryjkowski, Melchior Wańkowicz, Jerzy Zawieyski, Julia Hartwig. A pesar de tener una vida social activa, sus diarios muestran que Anna siempre sufrió la soledad.
Kowalska murió después de una larga lucha en contra cáncer y está enterrada en el Cementerio de Powązki  (tumba 143).

## Trabajos[5]

### Con Jerzy Kowalski
- Catalina– 1931
- Mijają nas – 1932
- Złota kula – 1933
- Gruce (subtitled Powieść o lwowskiej rodzinie) – 1936
- Gąszcz – 1961

### Como autora único
- Opowiadania greckie – 1949
- Uliczka klasztorna – 1949
- Wielka próba –1951
- Na rogatce (Autobiográfico) – 1953
- Wójt wolborski – 1955
- Astrea – 1956
- Nimfa – 1958
- Safona – 1959
- Kandelabr efeski - 1960
- Ołtarze – 1962
- Figle pamięci – 1963
- Ptasznik – 1964
- WieżUn – 1966
- Trzy boginie – 1966
- Szczelina – 1967
- Dzienniki 1927–1969

## Reconocimientos
- Cruz del comandante, Orden de Polonia Restituta
- Cross del agente, Orden de Polonia Restituta(1953)[6]
- Cruz al mérito de plata